# 't Gasthuys (Aalst)

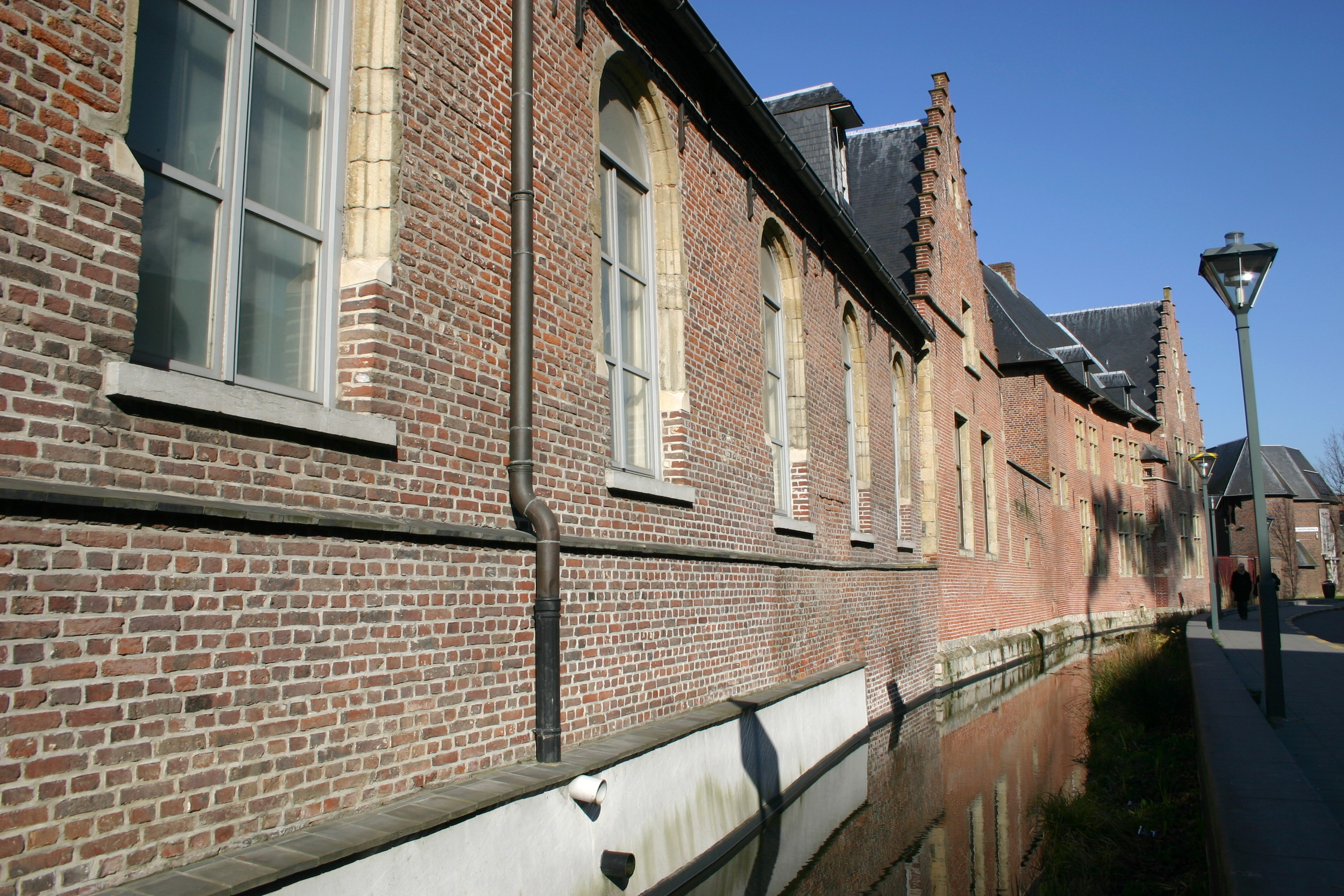
De zijgevel van het museum, met waterpartij waar vroeger de Dender liep.

't Gasthuys is een museum in de Belgische stad Aalst gewijd aan archeologie, toegepaste kunst, de historie van de stad Aalst en enkele prominente Aalstenaars.

## Geschiedenis

### Site
De site is de oudste kern van Aalst.
Bij bodemonderzoek werden silex werktuigen aangetroffen die dateren uit het epipaleolithicum. Ook uit de Romeinse en Merovingische periode werden sporen aangetroffen.
Tijdens de vroege middeleeuwen werd op deze plaats het Zelhof opgericht, een vroonhoeve waarvan het hoofdgebouw uit een zaal bestaat. Van hieruit ontwikkelde de stad zich verder.

### Gebouw
In de dertiende eeuw staan Johanna van Constantinopel en haar man Thomas van Savoye dit stuk grond af om er een hospitaalcomplex met klooster op te richten. Doorheen de eeuwen werd het complex Onze-Lieve-Vrouwhospitaal voortdurend uitgebreid en vernieuwd (Een stadsplan van Ludovico Guicciardini uit 1581 toont het hospitaal zonder ziekenzaal; op een kaart van Sanderus uit 1644 zijn reeds de nieuwe ziekenzaal en kloostergebouw afgebeeld).
De hospitaalfunctie bleef behouden tot de oprichting van een ruimer en moderner gebouw op een andere locatie in 1899. Sindsdien werden de gebouwen voor uiteenlopende doeleinden gebruikt: van academie voor muziek en kunsten tot opvang voor gezinnen tijdens en na de Tweede Wereldoorlog.

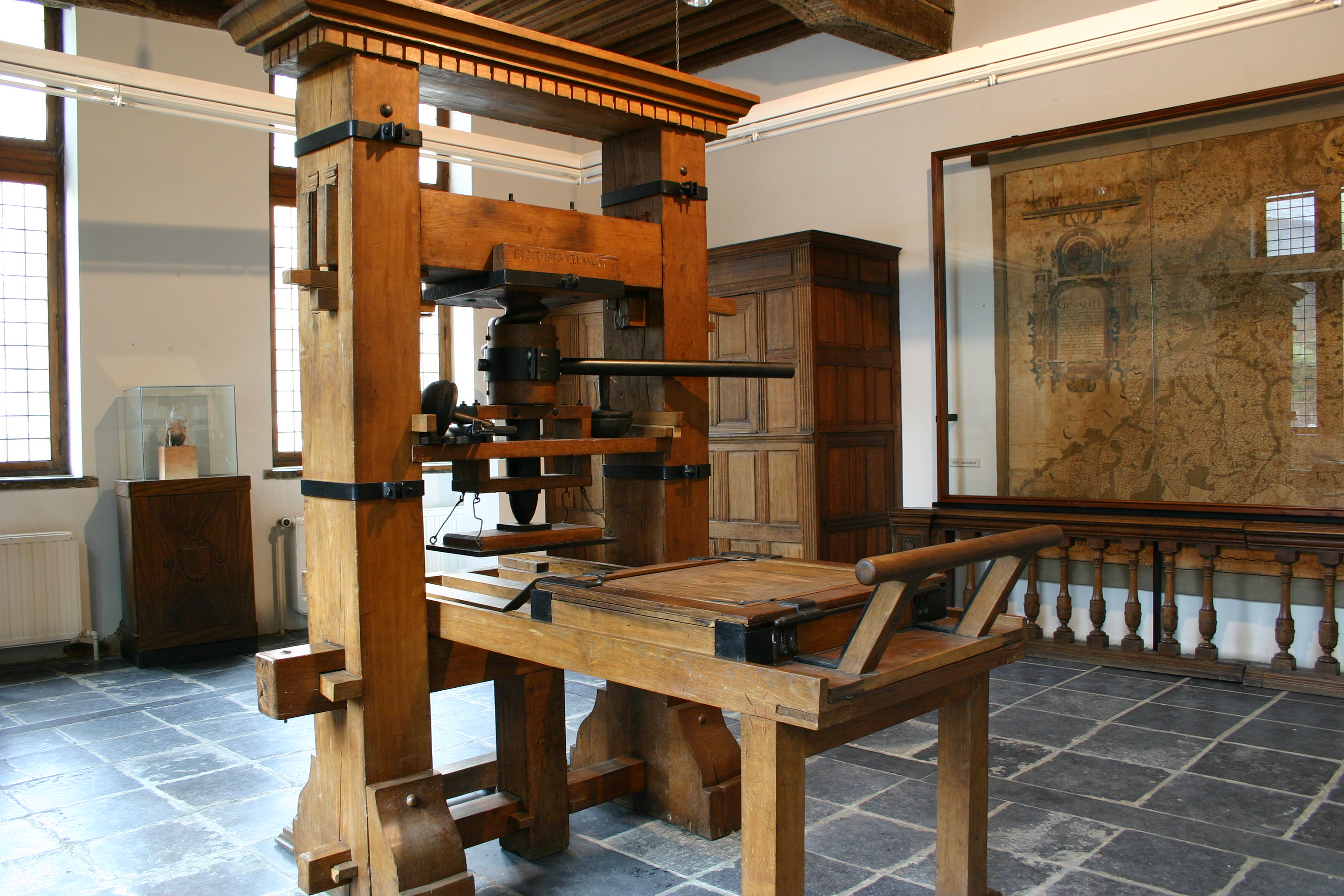
Replica van een oude drukpers

### Museum
In 1903 werd een deel van het complex reeds gebruikt door de ’Oudheidkundige Kring van de Stad en het voormalige Land van Aalst 'Société Archéologique de la ville et de l’ancien Pars d’ Alost’, waardoor toen reeds een museumfunctie werd toegewezen aan deze site. Tot de Eerste Wereldoorlog groeit de collectie enorm aan, zowel door aankopen als door schenkingen. Belangrijkste schenker was Edmond De Deyn, burgemeester van Ninove en lid van de Kring, van wiens collectie een omvangrijk deel aan het museum werd geschonken na zijn dood.
Na de Eerste Wereldoorlog worden vooral nog kunstwerken en schilderijen aangekocht (o.a. Pieter Coecke van Aelst, Frans Floris, Valerius De Saedeleer), en groeit de collectie minder expansief aan. Onder de bijzondere stukken vinden we o.a. een 16e-eeuws wandtapijt, een collectie oude drukpersen en drukkersmateriaal, en een oude stoombrandspuit. De collectie werd ook aangevuld met werken op of met papier en grafiek.
Na een grondige restauratie van het Onze-Lieve-Vrouwhospitaalcomplex in 1959-1965 wordt het volledige pand gebruikt als Stedelijk Museum. Het gebouw werd pas in 1991 als cultureel erfgoed beschermd.

## Collectie
Het Stedelijk Museum Aalst vertelt het verhaal van stad en regio, met aandacht voor de verschillende aspecten die het karakter en eigenheid van Aalst uitmaken. Het museum omvat een vast gedeelte en biedt jaarlijks enkele tijdelijke tentoonstellingen aan, die steeds vanuit een erfgoedinsteek/actuele thema's een link hebben met de collectie en/of de stad.
De inventaris van het museum is terug te vinden op de erfgoedwebsite.

## Vast gedeelte

### Vastenavond/carnaval

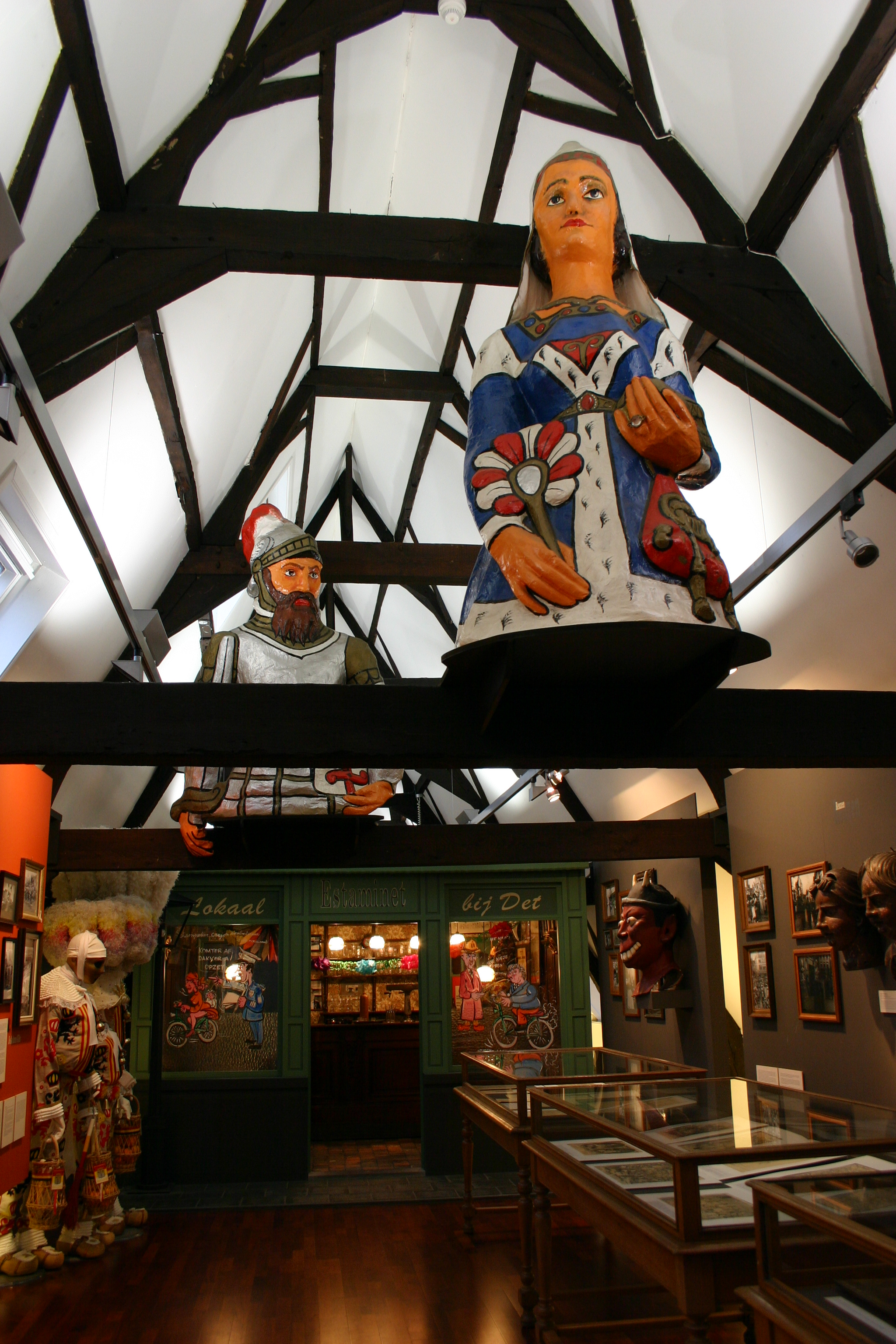

Omdat Aalst nauw verbonden is aan het carnaval, is het thema Aalst carnaval breed uitgewerkt. Het museum belicht twee luiken: het evenement op zich en de historiek ervan.
Sinds de middeleeuwen
Historische studies volksgebeuren, ruimer dan de Aalsterse situatie.
Midden 20e eeuw - nu
Overzicht van bouw praalwagens, prinsen-carnaval, de Voil Jeanet, de Aalsterse Gilles, het Ros Balatum.

### Daens
Een belangrijk deel van de collectie behandelt het leven en werk van Aalstenaar Adolf Daens, met medewerking van het Documentatiecentrum en Archief voor Daensisme en Hedendaagse Geschiedenis van de Denderstreek (D.A.D.D.) Ook de toenmalige socio-economische omstandigheden zoals kinderarbeid, de politieke loopbaan en het daensisme komen aan bod.

### Louis Paul Boon
Op de binnenkoer van het museum bevond zich een monument voor Aalsters schrijver en kunstschilder Louis Paul Boon. Deze is sedert 2018 verplaatst naar Utopia.

### DNAalst
Deze tentoonstelling brengt het verhaal van de stad Aalst, haar deelgemeenten en inwoners aan de hand van concrete thema’s en unieke collectiestukken. DNAalst toont wat Aalst tot Aalst maakt. Wat de Aalstenaar tot Aalstenaar maakt. Met voldoende ruimte voor de eigenheid van de verschillende deelgemeenten.

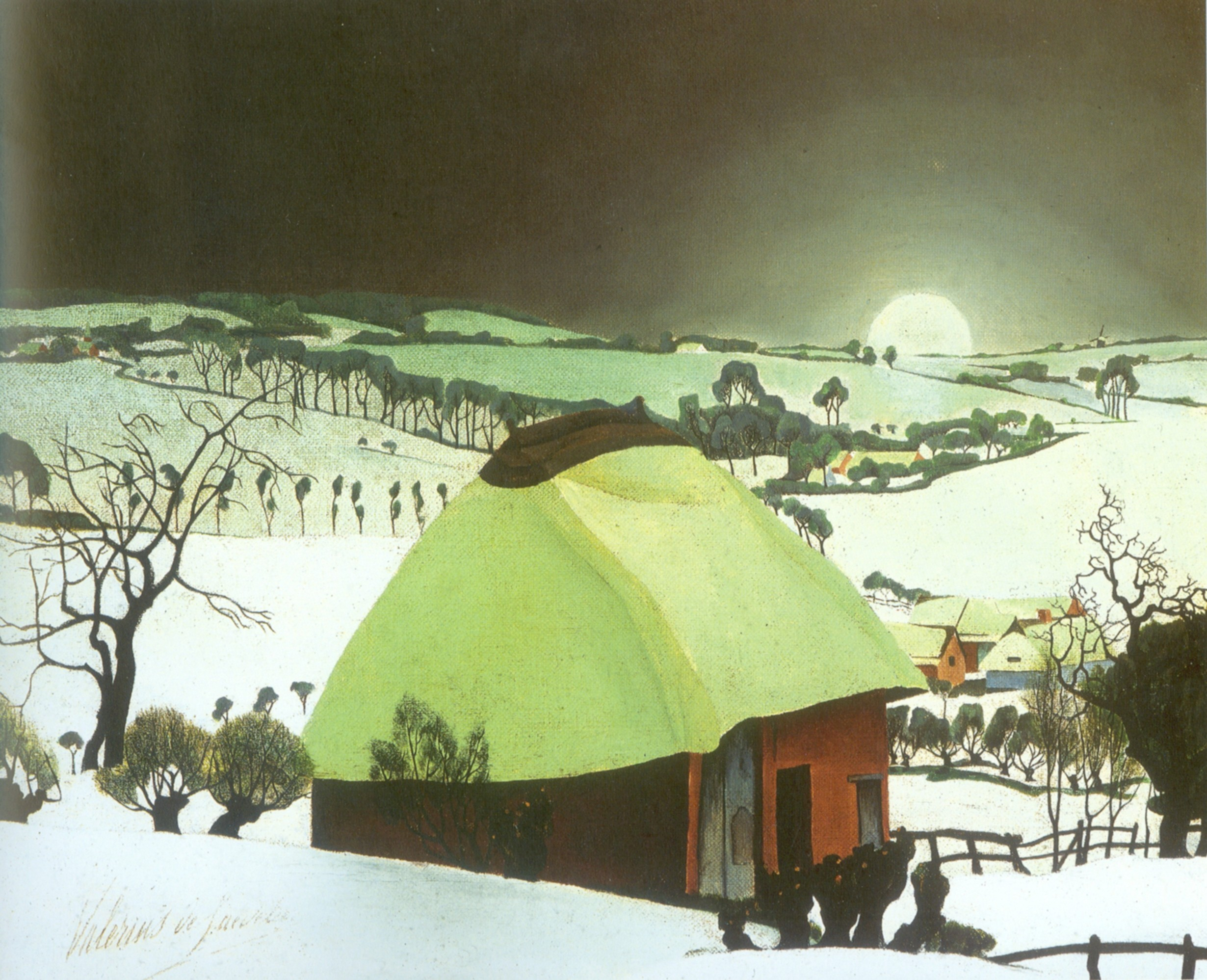
Werk van Valerius De Saedeleer

### Valerius De Saedeleer
Verschillende werken van Aalsters schilder Valerius De Saedeleers hand zijn in de collectie van het museum opgenomen. Naast het museum, op de Oude Vismarkt, staat een standbeeld ter ere van de schilder.

## Activiteiten
Het museum heeft een uitgebreide publiekswerking. Daardoor is er ook veel dynamiek te vinden in het aanbod.
Afgeleid van de naam "Gasthuys", wil het museum een "Gastvrij Huis" zijn. Bij de ingang staat de "Gastentafel". Hier vinden bezoekers een belangrijk aanbod van kranten, tijdschriften en boeken, en kunnen zij een kop koffie drinken.  Regelmatig worden ook museumdagen en –avonden georganiseerd, vaak in samenwerking met andere verenigingen en instanties.